# Буайе, Жан-Пьер
Жан-Пьер Буайе (фр. Jean-Pierre Boyer; 27 июля 1829, Паре-ле-Моньяль, Франция — 16 декабря 1896, Бурж, Франция) — французский кардинал. Титулярный епископ Эвореи Финикийской и коадъютор, с правом наследования, Клермон-Феррана с 15 июля 1878 по 24 декабря 1879. Епископ Клермон-Феррана с 24 декабря 1879 по 19 января 1893. Архиепископ Буржа с 19 января 1893 по 16 декабря 1896. Кардинал-священник с 29 ноября 1895, с титулом церкви Сантиссима-Тринита-аль-Монте-Пинчо с 25 июня 1896.